# Milan Grošelj
Milan Grošelj, slovenski filolog in profesor, *19. september 1902, Kamnik, † 12. februar 1979, Ljubljana. Leta 1934 je Milan Grošelj doktoriral na Univerzi v Ljubljani z disertacijo o sintaksi latinskega genetiva in dativa.
Za časa svoje profesure je bil Grošelj predstojnik katedre za latinski jezik, najprej kot honorarni predavatelj ("privatni docent"), leta 1940 kot docent, 1945 kot izredni in od leta 1950 kot redni profesor. Leta 1958 je postal dopisni, šele 1977 (samo dve leti pred svojo smrtjo) redni član SAZU ter bil v letih 1958–62 upravnik Inštituta za slovenski jezik SAZU. Bil je tudi dekan filozofske fakultete (1950/51).
Med drugim je bil tudi med soustanovitelji revije za klasično filologijo Živa antika, ki izhaja od leta 1959 v Skopju. 
Izbrani spisi Milana Grošlja so izšli leta 2018 v uredništvu njegove hčere Nade Grošelj, ki od leta 2009 organizira tudi Grošljeve dneve filologov v njegov spomin. 